# Philip Hubble
Philip Hubble, född 19 juli 1960 i Beaconsfield i Buckinghamshire, är en brittisk före detta simmare.
Hubble blev olympisk silvermedaljör på 200 meter fjäril vid sommarspelen 1980 i Moskva.